# Тулуза (футбольний клуб)
«Тулуза» (фр. Le Toulouse Football Club) — професіональний французький футбольний клуб із міста Тулуза, Гаронна Верхня. Клуб також має неофіційну назву TFC або le Téfécé (вимовляється lə tefeˈse), le Tef (lə ˈtɛf). Виступає в Ліга 1 чемпіонату Франції. В 2023 році вперше завоював Кубок Франції.
Домашні матчі проводить на «Муніципальному стадіоні».

## Історія
У сезоні 2006/07 клуб зайняв 3 місце і отримав право грати у третьому кваліфікаційному раунді Ліги чемпіонів. Суперниками «Тулузи» став фіналіст попереднього розіграшу Ліги чемпіонів «Ліверпуль», якому французький клуб поступився (рахунок за підсумками двох матчів 0–5), тим самим потрапив до Кубку УЄФА.

## Досягнення
- Кубок Франції
  - Переможець (1) : 2023

- Ліга 2
  - Переможець (3): 1982, 2003, 2022